# Heinrich Diedrich Kerkring
Heinrich Diedrich Kerkring (auch Henrich Dietrich Kirchring; * 1643 in Lübeck; † 12. April 1703 ebenda) war ein deutscher Jurist und Ratsherr der Hansestadt Lübeck.

## Leben
Heinrich Diedrich Kerkring stammte aus dem seit dem 14. Jahrhundert in Lübeck ansässigen Patriziergeschlecht Kerkring. Er studierte gemeinsam mit seinem Bruder Anton Johann Kerkring 1667/1668 Rechtswissenschaften an der Universität Tübingen. Er wurde 1671 Mitglied der patrizischen Zirkelgesellschaft in Lübeck. Im selben Jahr war er kurzzeitig Stadthauptmann von Mölln. 1701 wurde er nach dem Tode seines Bruders, des Ratsherrn Anton Johann Kerkring, in den Lübecker Rat erwählt.
Er war verheiratet mit einer Tochter des Lübecker Ratsherrn Andreas Albrecht von Brömbsen und erhielt durch diese Ehe zu seinem Gut Brandenbaum noch die Lübschen Güter Niendorf und Reecke bei Moisling hinzu.